# کلرادو

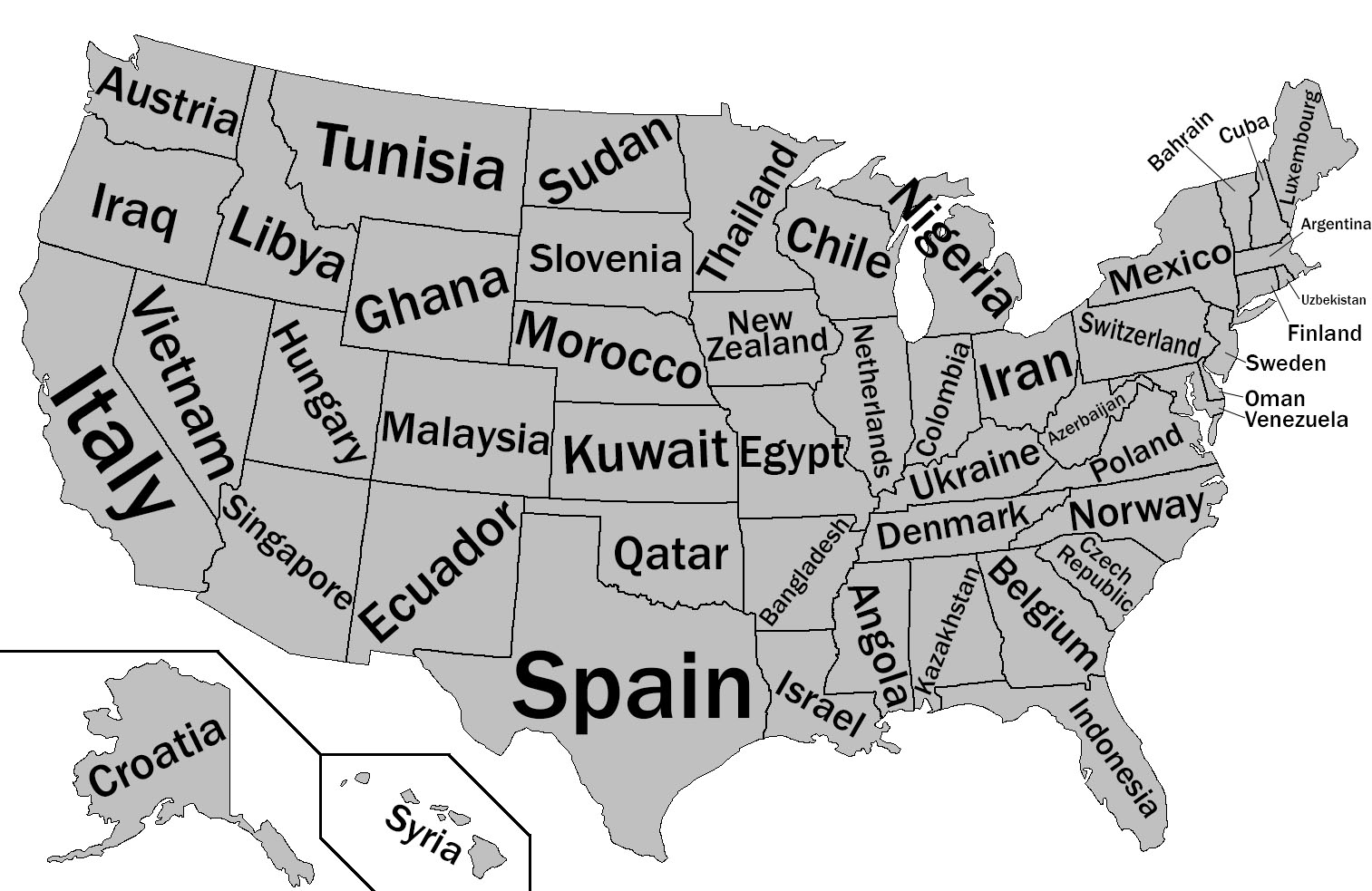
مقایسهٔ تولید ناخالص داخلی ایالت‌های آمریکا با کشورهای دیگر در سال ۲۰۱۲. تولید ناخالص داخلی ایالت کلرادو در این سال قابل مقایسه با کشور مالزی بوده‌است.

کلرادو (به انگلیسی: Colorado) یا کالِرادو (‎i‎//‎ CO-kɑ:.ləˈrɑ:.doʊ) از ایالت‌های غربی ایالات متحده آمریکا است که بیشتر کوه‌های سنگی جنوبی را از قبیل بخش شمال شرقی فلات کلرادو و کناره غربی دشت بزرگ در بر می گیرد. پایتخت و شهر مهم آن دنور است که پرجمعیت‌ترین شهر کلرادو به حساب می‌آید. کلرادو همچنین از ایالت‌های غرب آمریکا شمرده می‌گردد. کلرادو از لحاظ وسعت هشتمین ایالت و از نظر جمعیت بیست و یکمین ایالت پرجمعیت از ایالت‌های ایالات متحده آمریکا است. در تاریخ ۱ ژوئیهٔ ۲۰۱۶، اداره آمار ایالات متحده آمریکا جمعیت کلرادو را ۵٬۵۴۰٬۵۴۵ نفر تخمین زد که نسبت به سرشماری ۲۰۱۰ ایالات متحده آمریکا رشد ۱۰٫۱۷٪ داشته‌است. قلمرو کلرادو در تاریخ ۲۸ فوریه ۱۸۶۱ تعیین شد و در ۱ اوت ۱۸۷۶، رئیس‌جمهور ایالات متحده آمریکا، یولیسیز سایمن گرانت بیانیه ۲۳۰ که کلرادو را به عنوان سی و هشتمین ایالت از ایالات متحده آمریکا می‌داند، امضا کرد. کلرادو توسط وایومینگ از شمال، نبراسکا از شمال شرقی، کانزاس از شرق، اکلاهما از جنوب شرق، نیومکزیکو از جنوب، یوتا از غرب و آریزونا از جنوب غربی مرزبندی شده‌است. کلرادو عمدتاً به واسطه منظره کوه‌ها، جنگل‌ها، دشت‌ها، تپه‌ها، دره‌ها، فلات‌ها، رودخانه‌ها و زمین‌های کویری‌اش شناخته می‌شود.
رأی‌دهندگان این ایالت را غالباً دموکرات تشکیل می‌دهند.
جشنواره ی موسیقی اسپن (Aspen) هر ساله تعداد زیادی از علاقه‌مندان به موسیقی کلاسیک را به خود جلب می‌کند.

## نام
نام این ایالت از زبان اسپانیایی گرفته شده، و از Río Colorado به‌معنای «رودخانه رنگی» (اشاره به رودخانه کلرادو) است.

## جغرافیا
کلرادو توسط جغرافیای متنوع که شامل کوه‌های آلپاین، دشت‌های آرید و صحراهای با دانه‌های ماسه بزرگ، دره‌های ژرف ، سنگ‌های ماسه‌ای، رودخانه‌ها، دریاچه‌ها و جنگل‌هایش شناخته می‌شود.
کوه البرت، با ارتفاع ۱۴٬۴۴۰ پا (۴٬۴۰۱٫۲ متر) در شهرستان لیک بلندترین نقطه کلرادو و کوه‌های سنگی از آمریکای شمالی به حساب می‌آید. کلرادو تنها ایالت آمریکا است که تماماً در تراز بالای ۱۰۰۰ متر قرار دارد. نقطه‌ای که رودخانه آریکاری را از شهرستان یوما، کلرادو به شهرستان شاین، کانزاس متصل می‌کند با ارتفاع ۱۰۱۱ متر کم ارتفاع‌ترین نقطه کلرادو به حساب می‌آید. این نقطه که به عنوان مرتفع‌ترین نقطه کم ارتفاع تمام ایالت‌ها است، از مرتفع‌ترین نقاط ۱۸ ایالت نیز بلندتر است.
ایالت کلرادو در میانه غربی ایالات متحده آمریکا قرار دارد و همسایگان آن، ایالت های وایومینگ و نبراسکا از شمال، ایالت یوتا از غرب، نیومکزیکو و اوکلاهما از جنوب و ایالت کانزاس از شرق هستند.

## شهرها
شهرهای مهم این ایالت دنور، کلرادو اسپرینگز، و اسپن هستند.

## اقتصاد
در سال ۲۰۱۲، این ایالت تولید ناخالص داخلی برابر با ۲۹۵٬۳۰۸ میلیارد دلار داشت، که قابل مقایسه با تولید ناخالص داخلی کشور مالزی (۳۰۵٬۰۳۳ میلیارد دلار) بود.
کلرادو از نظر «محیط مناسب تجاری» در ردهٔ چهارم آمریکا قرار دارد.
این ایالت از نظر قدرت اقتصادی رتبه ی نخست و از نظر اشتغال زایی رتبه ی دوم را در کل ایالات متحده دارد.
اقتصاد این ایالت بر پایه دامداری، کشاورزی، صنایع معدنی و گردشگری است. این ایالت همچنین در زمینه هوافضا، زیست شیمی (بیوشیمی)، انرژی‌های پاک ، فناوری اطلاعات و نرم‌افزار نیز نوآوری‌های بسیاری داشته‌است. تنوع جغرافیایی و منابع طبیعی، یکی از مزیت‌های این ایالت در زمینه گردشگری و اقتصاد است.
کلرادو به دلیل داشتن بلندترین کوهستان‌ها، مرتفع‌ترین نقطه در ایالات متحده است. و به دلیل وجود پیست‌های اسکی و کوهستان‌های زیبا، گردشگران زیادی را جذب می‌کند. کلرادو و واشینگتن اولین ایالاتی بوند که ماری‌جوآنا را قانونی اعلام کردند و کلرادو از بابت تولید ماری‌جوآنا در سال ۲۰۲۰ بیش از ۳۸۷ میلیون دلار درآمد داشته‌است.

### برخی از شرکت‌های مهم در کلرادو
- اکواستار
- دیجیتال‌گلوب
- دیش نتورک
- فرانتیر ایرلاینز
- کی لایم ایر
- شرکت ورزشی و تفریحی کرونکی
- لول ثری کامیونیکیشنز
- لیبرتی مدیا
- نیومانت
- کویزنوس
- وی‌اف کورپوریشن
- وسترن یونیون

## مشاهیر
از مشاهیر این سرزمین می‌توان فیلسوف بزرگ کنونی جهان جان سرل و جامعه‌شناس تالکوت پارسونز را نام برد؛ و همچنین پایه‌گذار مکتب کلرادیسم دیوید کلرادو در این شهر سکونت داشت و مکتبش که بیشتر چرخش در انسان را شرح می‌دهد در این شهر پایه‌گذاری کرد.
بنابر تحقیقات کلرادو این چرخش بیشتر در شهرهای ساحلی و گرم اتفاق می‌افتد و ممکن است فردی پیدا شود در درون کاملاً دینی باشد و در بیرون و به‌ظاهر ضد دین. همچنین نیکولا تسلا دست آخر به کلرادو اسپرینگز رفت، و یک آزمایشگاه بزرگ برای خود تأسیس کرد.

## دانشگاه‌های مشهور
- دانشگاه کلرادو بولدر
- دانشگاه ایالتی کلرادو در فورت کالینز
- دانشگاه دنور
- آکادمی نیروی هوایی ایالات متحده آمریکا
- دانشگاه کلرادو در دنور
- مدرسه عالی معدن کلرادو

## مراکز مهم گردشگری
کلرادو محل برگزاری مدرسه و فستیوال موسیقی اسپن است. این ایالت از تعداد زیادی پارک ملی نیز برخوردار است که باعث جذب علاقه‌مندان زیادی به کلرادو می‌شود. از جمله:
- پارک ملی توده‌های شنی بزرگ
- پارک ملی کوه راکی
- پارک ملی میزا ورده
- پارک ملی بلک کنیون آو د گانیسون

کلرادو ۱۱ جنگل ملی نیز دارد، از جمله:
- جنگل ملی پایک
- جنگل ملی روزولت
- جنگل ملی مدیسین بو-راوت
- جنگل ملی سن ایزابل

## نگارخانه

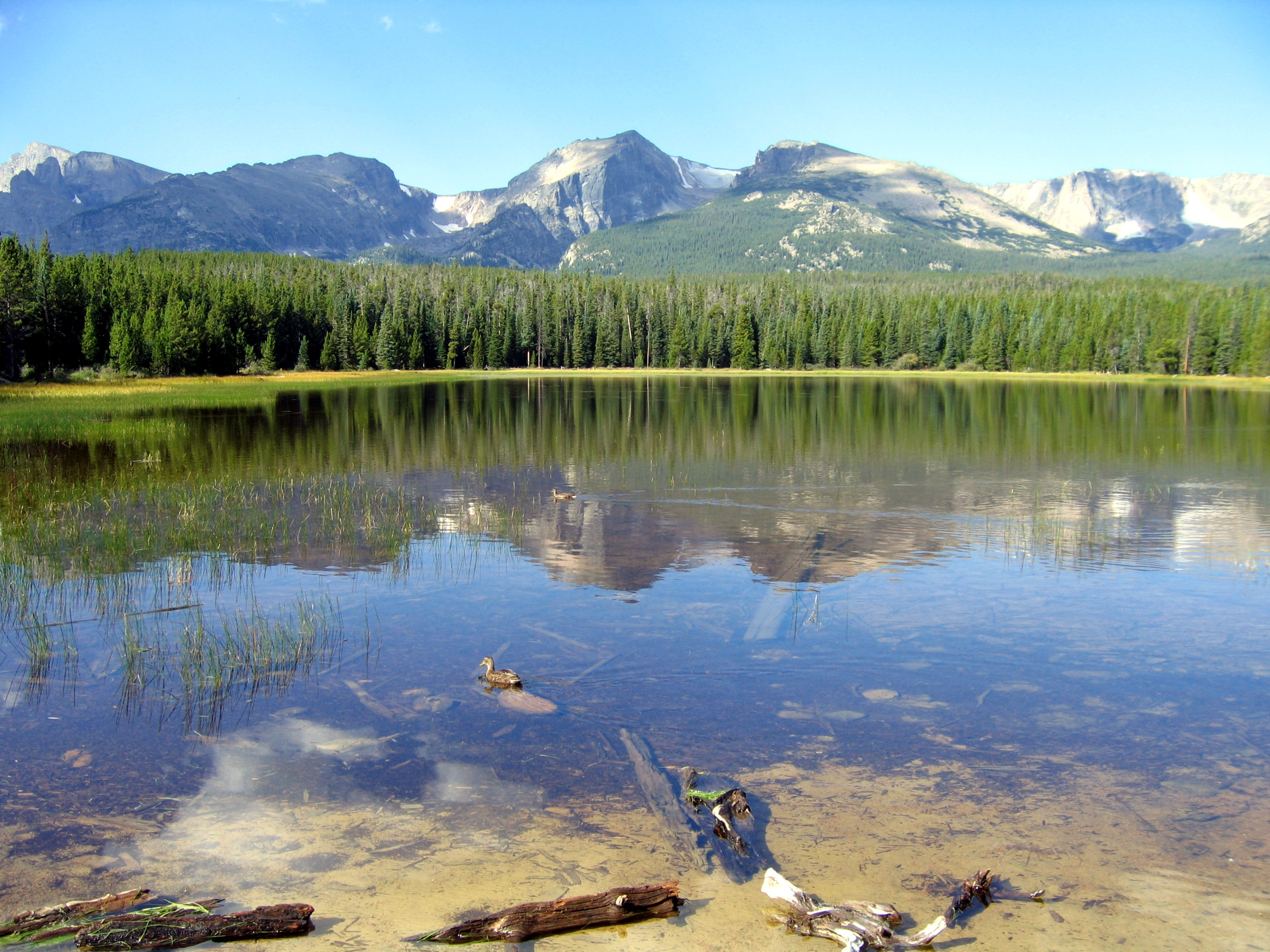
ایالت کلرادو غالباً یک ایالت کوهستانیست.
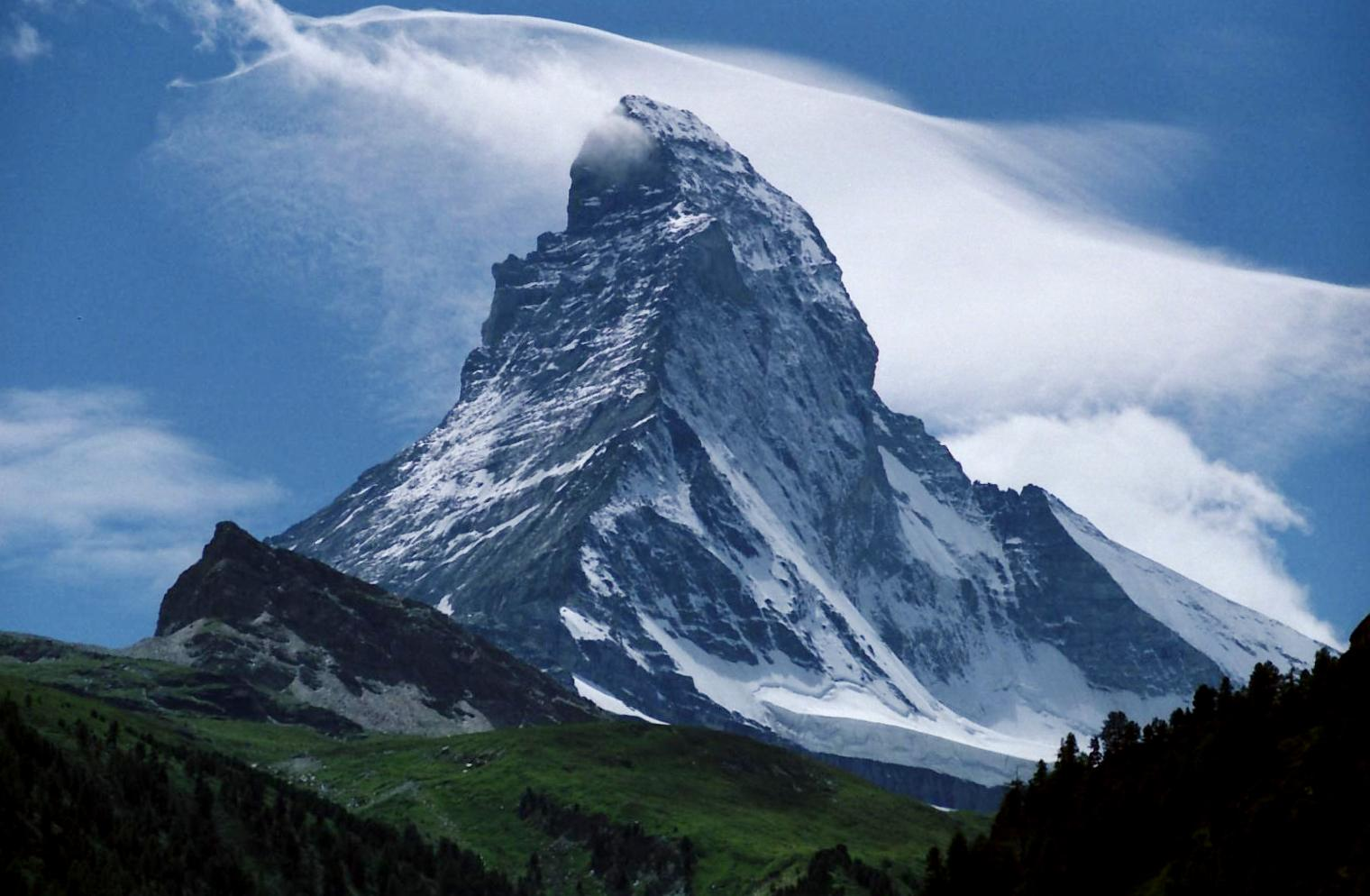
کوه مانتین
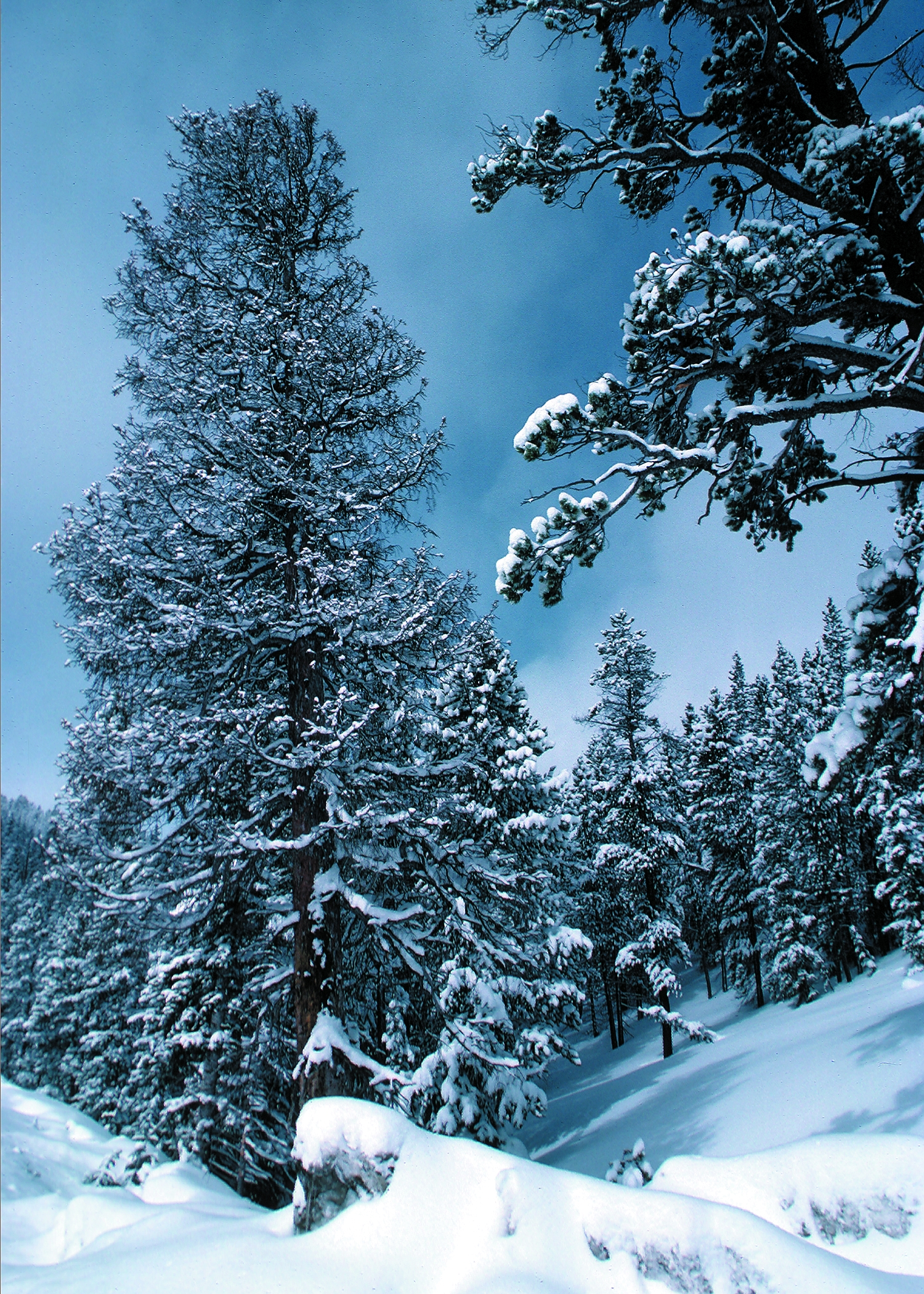
پارک ملی کوه راکی در میان کوه‌های راکی قرار دارد.
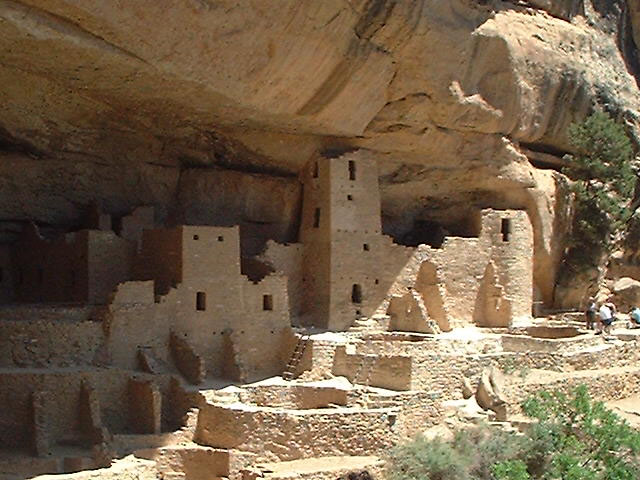
منظره‌ای از بقایای سرخ‌پوستان عهد کهن کلرادو در پارک ملی میزا ورده.
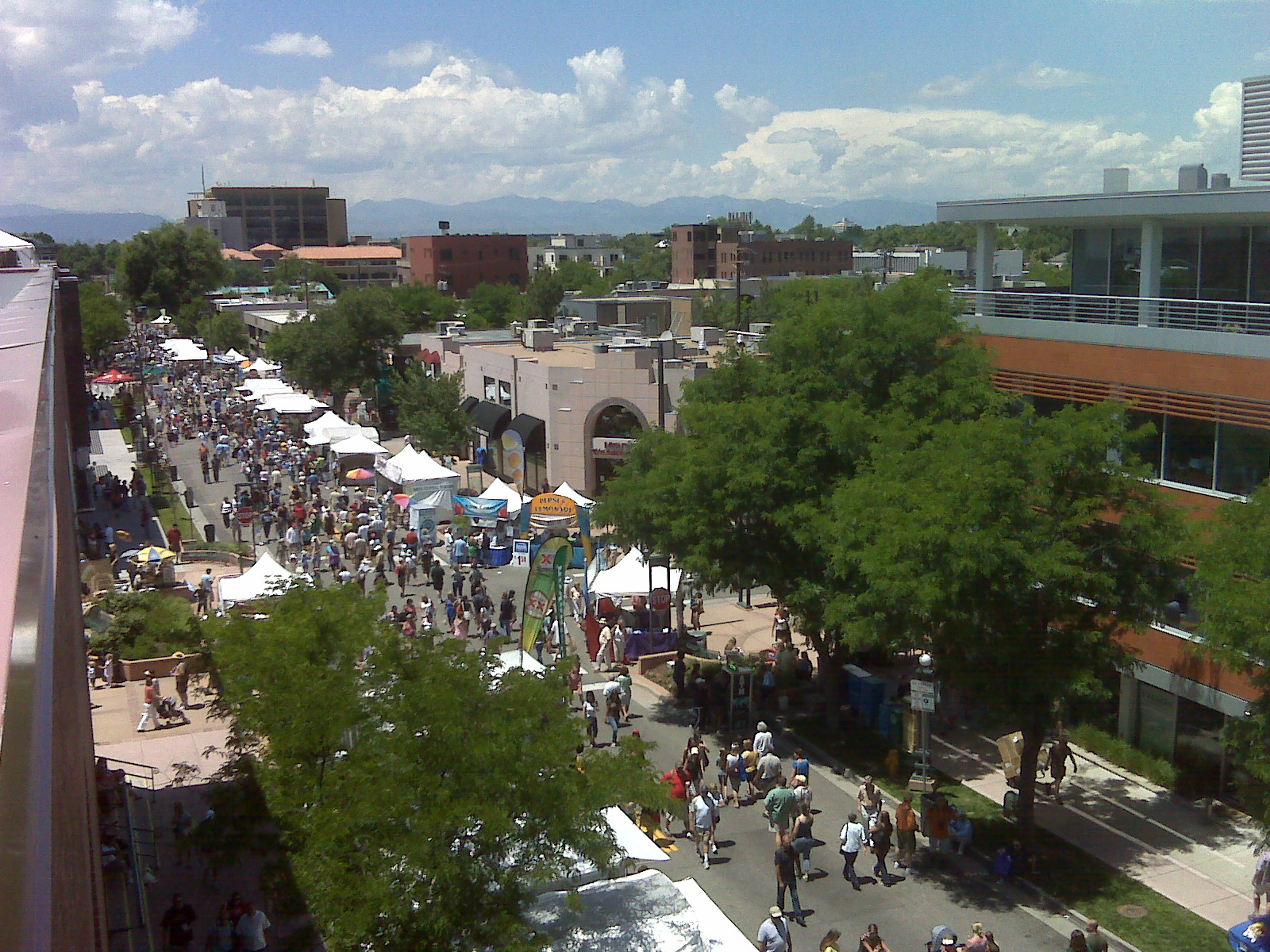
فستیوال هنر